# Industria Fonográfica Británica
La Industria Fonográfica Británica (en inglés British Phonographic Industry, también conocida por sus siglas BPI) es la asociación encargada de representar y defender los negocios e intereses de las compañías distribuidoras y productoras de fonogramas en el Reino Unido. BPI representa a cientos de compañías británicas productoras y distribuidoras de fonogramas, con más de 500 miembros en 2024, los cuales forman un 90 por ciento del mercado discográfico de Reino Unido. Fue fundada como tal en 1989; sin embargo, desde 1973 está presente en el mercado británico. Es miembro de la Federación Internacional de la Industria Fonográfica (IFPI, por sus siglas en inglés).

## Actividades y servicios
La BPI se encarga de satisfacer y defender los intereses de las compañías que son miembros de la asociación, para ello la BPI trabaja en tres áreas distintas, las cuales son: protección, promoción y representación y soporte.

### Protección
BPI ofrece a sus miembros la protección del derecho de autor sobre los fonogramas apoyándose en la ley, por lo que la BPI combate la piratería contando con una unidad especial antipiratería, la cual se envuelve en cientos de investigaciones y operativos anualmente para impedir la producción y comercialización de fonogramas piratas. En casos graves de criminalidad la BPI ofrece a sus miembros apoyo para tomar medidas legales en contra de los agresores. Como acciones de protección BPI también se encarga de impedir la piratería mediante internet, específicamente en sistemas peer-to-peer, con lo cual se encarga de evitar que material pirata se infiltre y se distribuya mediante la red.

### Promoción
En cuanto a actividades de promoción la BPI se encarga de perfilar la música británica tanto en el interior del país como en el extranjero, convirtiéndose así en el órgano más representativo de la música británica internacionalmente. Como parte del trabajo de promoción la BPI organiza los BRIT awards que premian lo mejor de la música británica, asimismo BPI es copropietario de The Official UK Charts Company, mediante esta presenta resultados de popularidad en la radio y ventas de discos como son álbumes, sencillos, DVD, etc. lo cual resulta una gran promoción para la música británica. También BPI presenta reportes anuales de ventas, y los aportes que representan esas ventas al PIB británico y para reconocer las ventas otorga certificaciones por ventas discográficas a los artistas. Así pues, BPI actúa como órgano de consulta nacional y representante internacional de la música británica.

### Representación y soporte
BPI se encarga de representar a sus compañías miembros ante otras asociaciones y organismos gubernamentales, inclusive brinda apoyo a sus miembros ante la ley. La BPI, además, tiene varias publicaciones las cuales son totalmente gratuitas para sus miembros y le brindan datos y balances sobre la industria musical en el Reino Unido, lo cual resulta una gran ventaja. En Reino Unido, además existe una gran cantidad de discográficas independientes y pequeñas que no pueden competir con las grandes compañías transnacionales, por lo que la BPI se encarga de crear un ambiente de respeto e igualdad para todas las discográficas del país.

## Certificaciones
BPI otorga premios de certificaciones discográficas desde abril de 1973, basándose en las ventas de los fonogramas. La calificación para los álbumes estaba inicialmente en base del rédito recibido por los fabricantes, y en enero de 1978 el BPI suprimió el viejo sistema monetario para los álbumes y lo substituyó por un sistema de venta de unidades (discos), que es como actualmente la mayoría de asociaciones de música otorgan sus certificaciones. Los premios multiplatino, introducidos en febrero de 1987, son para cetificar más de una vez a un álbum el cual puede duplicar´triplicar, etc. la cifra impuesta para el disco de platino.
| Formato  | Premio  | Premio  | Premio  |
| Formato  | Plata   | Oro     | Platino |
| -------- | ------- | ------- | ------- |
| Álbum    | 60,000  | 100,000 | 300,000 |
| Sencillo | 200,000 | 400,000 | 600,000 |